# Charles-Théodore Brécard
Charles-Théodore Brécard, francoski general, * 14. oktober 1867, Sidi Bel Abbès, Alžirija, † 22. december 1952, Pariz.